# Rosa calcarea
Rosa calcarea es una especie de planta del género Rosa, de la familia Rosaceae.

## Taxonomía
Rosa calcarea fue descrita por Lipsch. y Sumnev. en 1947.

## Distribución
Se encuentra en el territorio de Kazajistán.